# Wladimir Petrowitsch Swiridow

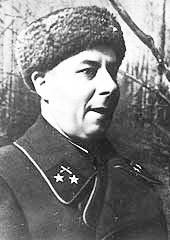
Wladimir Petrowitsch Swiridow

Wladimir Petrowitsch Swiridow (russisch: Владимир Петрович Свиридов; * 7. Dezember 1897 in Kosulitschi, Russisches Kaiserreich, heute Belarus; † 8. Mai 1963 Leningrad) war ein sowjetischer Offizier, zuletzt Generalleutnant, und nach Ende des Zweiten Weltkriegs zuerst Chef der Alliierten Kontrollkommission in Ungarn und von 1949 bis 1953 sowjetischer Hochkommissar in Österreich.

## Leben

### Vorkriegsjahre
Wladimir Petrowitsch Swiridow war der Sohn eines Bauern im Dorf Kosulitschi, im Bezirk Bobruisk, Provinz Minsk (heute Rajon Mahiljou, Mahiljouskaja Woblasz), in Belarus. Er besuchte das Lehrerseminar, wurde aber 1916, mit 19, zu einem Schnellkurs an die Infanterie-Kadettenschule Vilnius einberufen. Zum Kriegseinsatz kam es nicht mehr, Swiridow strebte eine Offizierslaufbahn an, und besuchte die Artillerieschule (1922), die Frunse-Militärakademie (1930) und die Militärakademie des Generalstabes der Streitkräfte der Sowjetunion (Abschluss 1938, nach dem Krieg weitere höhere Kurse).

### Kriegseinsatz
Bei Kriegsausbruch war er bei der Artillerie der Leningrader Front, 1941 bis 1943 war er Befehlshaber der 55. Armee, darunter in der Dritten Ladoga-Schlacht. Später war er Kommandeur der 67. Armee und von 1944 bis 1945 der 42. Armee bei der 2. und 3. Baltische Front, und machte die Leningrad-Nowgoroder Operation, die Pskow-Ostrower Operation und die Baltische Operation mit, und beteiligte sich dann an der Kurland-Blockade. Für Verdienste im Kampf gegen das Deutsche Reich erhielt er 1944 den Suworoworden I. Klasse.

### Hochkommissar in Ungarn
Bei Kriegsende befand er sich als Generalleutnant mit sowjetischen Truppen im besetzten Ungarn und übernahm dort Funktionen in der Militärverwaltung des Landes. Von Juli 1945 bis November 1947 fungierte er als stellvertretender Vorsitzender der Alliierten Kontrollkommission in Ungarn (Juli 1945 – November 1947). Als Stellvertreter von Marschall Kliment Woroschilow übermittelte er am 9. August 1945 der ungarischen Regierung unter Ministerpräsident Béla Miklós Dálnoki den Befehl zur Deportation der Donauschwaben bzw. Ungarndeutschen, die sich zum Deutschtum bekannt hatten. Dabei drängte er entgegen dem Potsdamer Abkommen auf eine rasche Aussiedelung ohne Rücksicht auf humane Abwicklung. Die ungarische Polizei wurde beauftragt, die Deutschen bis zur österreichischen Grenze zu eskortieren, von wo sie in die dortige amerikanische Besatzungszone oder nach Deutschland weiter ziehen sollten. Den Aufzeichnungen des damaligen ungarischen Innenministers zufolge meinte er dabei: „Bei dieser Frage darf es kein Erbarmen geben, mit Stahlbesen sind sie aus dem Lande zu fegen“ Die Schwaben wurden jedoch wegen der großen Zahl (400.000 bis 500.000) und der damit verbundenen organisatorischen Schwierigkeiten nur schrittweise vertrieben. In die frei gewordenen Häuser wurden anschließend Ungarn einquartiert, die ihrerseits aus der Slowakei vertrieben worden waren. Dies führte zu vermehrten Spannungen zwischen Schwaben und Ungarn, wodurch sich die kommunistische Partei als Wahrer ungarischer nationaler Interessen darstellen konnte.
1946/7 löste Swiridow Marschall Woroschilow ab und übernahm zunächst dessen Funktion als sowjetischer Hochkommissar in Ungarn bis April 1949. Nach Inkrafttreten des sowjetisch-ungarischen Friedensvertrages am 15. September 1946 blieb er in Budapest, Januar 1948 bis April 1949 auch als Oberkommandierender der sowjetischen Truppen, und war in Folge an der schrittweisen kommunistischen Machtübernahme und der Umwandlung Ungarns in eine Volksdemokratie beteiligt. Während seiner Amtszeit musste Ungarn Lebensmittel an die Sowjetunion liefern. Swiridow deckte sowjetische Soldaten, die am Schwarzmarkt Handel betrieben sowie Salz über die von ihnen kontrollierte Grenze zu Rumänien ins Land schmuggelten.

### Hochkommissar für Österreich
Am 6. Mai 1949 wurde von den sowjetischen Behörden in Österreich die Abberufung des Oberbefehlshabers Zentrale Gruppe der Landstreitkräfte (für Österreich und Ungarn) und Hochkommissar der Alliierten Kontrollkommission für Österreich General Wladimir Kurassow bekanntgegeben und gleichzeitig Swiridow als dessen Nachfolger ernannt (Oberbefehlshaber schon ab April). 1950–1954 war er auch Stellvertretender des Obersten Sowjets (3. Einberufung).
Als oberste sowjetische Machtinstanz im besetzten Nachkriegsösterreich trat er im Gegensatz zu seiner vorigen Position in Ungarn weniger in Erscheinung, da die Sowjetunion hier andere Ziele vertrat. Bei den Oktoberstreiks 1950 verwehrten die sowjetischen Truppen unter seinem Kommando den streikenden Gewerkschaftern ihre Unterstützung. Im Alliierten Rat drängte er hingegen mehrmals darauf, die Bundesregierung solle Remilitarisierungsversuche unterlassen und stattdessen eine wirkliche demokratische Ordnung herstellen. Entsprechende Erklärungen erschienen im September 1951, am 28. August 1952 und besonders eindringlich am 29. November 1952. Diese Vorwürfe wurden von der Bundesregierung durchweg zurückgewiesen. Der damalige Bundeskanzler Leopold Figl soll zu ihm dennoch ein gutes Verhältnis gehabt haben. In den Gesprächen zu einem möglichen Staatsvertrag wurden in seiner Amtszeit die Rückgabe des Donaukraftwerks Ybbs-Persenbeug und österreichische Schuldenzahlungen an die Sowjetunion ausverhandelt.
Kurz nach Stalins Tod und noch vor Abschluss der Staatsvertragsverhandlungen wurde Swiridow im Juni 1953 abberufen. Sein Nachfolger wurde der Diplomat Iwan Iwanowitsch Iljitschow. Das sowjetische Hochkommissariat wurde darauf in den Rang einer Botschaft erhoben, was als positives Zeichen für eine mögliche vollständige sowjetische Anerkennung der österreichischen Souveränität gedeutet wurde.

### Weitere Karriere
Generalleutnant Swiridow ging darauf zurück in die Sowjetunion und diente noch bis 1957 in der Roten Armee. Dezember 1954 bis 1957 war er Stellvertretender Kommandant des Militärbezirks Odessa. März 1957 ging er in den Ruhestand.
Im Jahr 1962 veröffentlichte er ein Werk über seine Erlebnisse während der Belagerung von Leningrad. Am 8. Mai 1963 starb er dort.

## Werke
- Wladimir Petrowitsch Swiridow: Bitwa za Leningrad, 1941-1944, 1962 (openlibrary.org)